# Liparis montagui
Liparis montagui es una especie de pez del género Liparis.

## Descripción
Es un pez cuyo cuerpo es alargado, es parecido a un renacuajo, presenta además una cabeza grande y un cuerpo que se estrecha hacia la punta en la parte posterior. Presenta el característico disco de succión formado por las aletas pélvicas; la aleta anal rara vez se superpone a la base de la aleta caudal. Esta especie carece de escamas en su cuerpo y su piel es suave y viscosa; su ventosa ventral le sirve para sujetarse o adherirse a piedras, rocas o especies marinas como las algas. Mide poco más de 9 cm de longitud (3,54 pulgadas), pudiendo alcanzar los 15,5 cm de longitud (6,10 pulgadas). Presenta varias tonalidades, puede ser marrón claro, verde o amarillo y es muy parecido a Liparis liparis.

## Distribución y hábitat
Se distribuye por el Atlántico nororiental, principalmente alrededor de las Islas Británicas, el mar del Norte, el mar de Noruega, el sur de Islandia y hasta el mar de Barents. Especie marina demersal que suele habitar desde la zona intermareal hasta los 30 m de profundidad, donde se esconde bajo piedras, rocas o algas. Se alimenta principalmente de pequeños invertebrados, como cangrejos, camarones y anfípodos.